# Dunajov
Dunajov (maďarsky Dunajó) je obec ležící v severozápadním Slovensku v Žilinském kraji, okrese Čadca.

## Dějiny

### 1582 – 1905
Obec Dunajov vznikla v druhé polovině 16. století, roku 1582 na území budatínského panství. Historie Dunajova sahá až do doby Velkomoravské říše, jak dokazují kosterní nálezy z tohoto období. První písemná zmínka pochází z roku 1598. Obyvatelé se živili zemědělstvím. V 17. století zasáhla Dunajov valašská kolonizace.
Sociální útlak a nevolnictví způsobil na Slovensku vznik zbojnictví. Z Dunajova pocházel Plavčík, člen Jánošíkovi družiny. Koncem 18. a počátkem 19. století vedl nedostatek úrodné půdy ke vzniku jak řemesel, zejména drátenictví, tak emigraci. Na konci 19. století byla v obci postavená kaplička se zvonicí. V interiéru kapličky se nacházela vzácná pochrómovaná, dřevěná plastika Madony neznámého autora přibližně ze stejného období.
Hospodářské oživení nastalo až s vybudováním Košicko-bohumínské dráhy, která umožnila rychlou a levnou dopravu. V roce 1905 byla ze sbírky občanů vybudována škola s jednou třídou a učitelským bytem. První učitelkou byla Ilona Belicová.

### První světová válka (1914 - 1918)
Během období první světové války muselo mnoho mužů narukovat do Rakousko-uherské armády.

### Meziválečné období (1918 - 1919)
Po skončení války, v době vzniku Československé republiky patřil Dunajov do Trenčí
Keď skončila vojna a vznikla Československá republika patrila obec Dunajov do Trenčianské župy, Budatínského panství v okrese Kysucké Nové Mesto.

### Druhá světová válka (1939 - 1945)
Během Slovenského národního povstání bojovalo mnoho obyvatel Dunajova u Strečna i u Vrútek. Na památku devíti padlých z 8. srpna 1944 byl na Skačkově postavený pomník z přírodního kamene.

### Současnost
Dunajov patří pod farnost Ochodnica. V roce 1990 se začal stavět kostel jako přístavba kapličky a 16. září 1995 byl vysvěcen jako kostel Sedmibolestné Panny Marie.
V roce 1996 započala rekonstrukce kulturního domu, kde má sídlo i místní lidová knihovna s asi 5000 svazky knih.

### Některé historické názvy Dunajova
- 1773–1808 Dunajov
- 1786 Dunajow
- 1863–1882 Dunaj
- 1888–1913 Dunajó
- 1920 Dunajov

## Symboly Dunajova

### Znak
Znak obce Dunajov patří mezi jeden z nejpozoruhodnějších znaků na Slovensku. Vychází z historické pečeti obce, která pochází z 18. století (1784). Uprostřed je nad vodnou hladinou mořská panna s dvěma chvosty – v heraldice nazývaná Meluzína.

### Vlajka
Vlajka se skládá ze sedmi podélných pruhů o třech barvách modré, žluté a bílé. Je ukončená třemi cípy, které zasahují do třetiny jejího listu.

### Vývoj počtu obyvatel
- 1784 - 417
- 1828 - 643
- 1869 - 476
- 1850 - 647
- 1880 - 429
- 1890 - 368
- 1900 - 501
- 1910 - 530
- 1921 - 620
- 1930 - 723
- 1940 - 859
- 1948 - 756
- 1961 - 984
- 1970 - 943
- 1991 - 878

## Turistika
- Celokamenný most z 19. století (zřejmě dostavěný v roce 1835), památka unikátní svým věkem, délkou i výškou (10m). Dunajov se o most dělí s Krásnem nad Kysucou, přičemž hraničním je Drozdovský potok. Nedaleko od něj, v osadě Za vodou se nachází menší kamenný most z 19. století. V rámci úprav cesty bylo někdy v předminulém století provedeno i několik dalších drobných přemostění až ke Kysuckému Lieskovci, v dnešní době jsou většinou skryty v porostu nebo částečně zničeny.
- Boží muka z roku 1911 v osadě Za vodou
- staleté lípy na hřbitově, kterým bohužel hrozí kácení
- litinové kříže na hřbitově
- Několik starých dřevěnic, přičemž 2 nejzachovalejší stojí v části zvané Rieka. další je v blízkosti kostela
- Památník obětí fašismu – 9 obětí z druhé světové války v lokalitě Skačkov.
- Kostel Sedmibolestné Panny Márie, kostel se začal stavět v roce 1990 jako přístavba kapličky z konce 19. století a dokončený byl roku 1996.
- Po hřebenech okolních vrchů vedou značené turistické stezky, které prochází lesy a loukami s překrásnými výhledy do širokého okolí.

## Doprava

### Autobusové spojení
Nejbližší autobusová zastávka pro přímé spoje od Žiliny je Krásno - Drozdov, a odtud 20 minut do centra Dunajova. Od Čadce je autobusové spojení přímo do obce.

### Vlakové spojení
Obcí prochází Košicko-bohumínska dráha se zastávkou pro osobní vlaky v centru obce.

### Automobilové spojení
Silnice E75 sice prochází přímo katastrem obce, ale nevede z ní odbočka do obce. Do obce tak lze dojet přes Ochodnici nebo z Krásna nad Kysucou.